# Otto Hieronimus
Otto Hieronimus (Köln, 1879. július 26. – Graz, 1922. május 8.) német–osztrák autóipari mérnök és autóversenyző. Egy időben ő volt az egyik legsikeresebb osztrák autóversenyző.

## Életrajza
1879 július 26-án született Kölnben. 1896 és 1898 között a Benz & Co. -nál volt Mannheimben. A továbbtanulása után meglátogatta a laboratóriumot Hildburghausenben. 1901-ben mutatta be a Benz autót Arnold Spitz, az akkori legnagyobb autóipari kereskedő Bécsben, amely felbérelte azonnal.
Hieronimus Bécsben felépítette a Graf & Stift-ről elnevezett Arnold Spitz Pomerániai autót. 
1906-ban, mikor a Laurin & Klement áttért azautógyártásra Otto Hieronimus nem csak a vezető tervezője lett a gyárnak, hanem a versenyzője is, aki a Voiturette kategóriában több versenyt is nyert. 1908-ban Hieronimus Brooklands-ban, a világ első állandó versenypályáján, egy új világrekordot állított fel. Egy 16 lóerős L&K FC-vel részt vett a Szentpétervár-Moszkva versenyen, ahol a több, sokkal erősebb autóval induló ellenfelét megverve az ötödik helyen végzett.
1909-ben  a Škoda Autó elődjénél a Laurin & Klementnél dolgozott, mint konstruktőr és igazgató.
Az első világháború idején, Hieronimus  repülőgép-hajtómű tervezőként dolgozott. 1911 májusában távozott a Laurin & Klementtől, azzal a céllal, hogy magát teljesen a repülőgép hajtóművek  fejlesztésének szentelje. Ő tervezte a róla elnevezett Hiero repülőgép motorokat.

## Sportsikerek és bajnokságok
- Legfontosabb sikere 1908-ban volt; osztály győzelmet aratott a 16 LE Laurin & Klement FC-vel a Szentpétervár-Moszkva Rallyn.

- 1914-ben megnyerte az Alpok és a Kárpátok versenyt.

- 1922-ben a szicíliai Targa Florioban hetedik lett az általános, és az első a három literes osztályban.